# Snoderån
Snoderån is een van de twee (relatief) grote rivieren die het Zweedse eiland Gotland rijk is. De rivier is ongeveer 25 km lang heeft een afwateringsgebied van 183 km². De oorspronkelijke naam luidde Stenbro å, genoemd naar de oude boerderij Stenbro, liggend ten zuiden van Snoder. Grootste plaats in de nabijheid van de rivier is Hemse. De rivier, die geen zijrivieren van enige betekenis heeft, heeft haar bron op het zuidwesten van Gotland, stroomt vervolgens zuidwestwaarts. Ze is deels gekanaliseerd hetgeen soms terug te vinden is in de lokale naam Storkanalen (het grote kanaal). Ze zorgt voor de afwatering van het moeras Mästermyr, ooit een water en in de 19e eeuw ontwaterd. Bij nadering van de Oostzee splitst de rivier in tweeën, de Lillån (kleine) en Storån (grote). De mondingen bevinden zich in Borum en Kvarnåkershamn.